# 锈毛杜英
锈毛杜英（学名：Elaeocarpus howii）为杜英科杜英属下的一个种。

## 扩展阅读
- 維基物種上的相關：锈毛杜英